# Campo di internamento di Urbisaglia
Il campo di internamento di Urbisaglia, conosciuto anche come Campo di Internamento di Urbisaglia Bonservizi, venne allestito, tra il giugno 1940 e l'ottobre 1943, nella villa Giustiniani Bandini presso l'Abbazia di Chiaravalle di Fiastra. Fu uno dei numerosi campi di internamento istituiti dal governo fascista al momento dell'entrata dell'Italia nella Seconda guerra mondiale.

## Storia
Il campo di internamento maschile di Urbisaglia, inaugurato il 1º giugno 1940
dall'allora Ministero degli Interni del Regno d'Italia durante il ventennio fascista, fu allestito in alcune stanze del palazzo appartenuto ai principi Giustiniani Bandini e situato a circa 1 chilometro dal centro di Urbisaglia. Tuttavia la struttura, sempre come campo di internamento, era già stata utilizzata durante la prima guerra mondiale per la detenzione dei prigionieri austro-ungarici.

La direzione del campo, che si estendeva anche al vicino campo di Pollenza, fu affidata al Commissario di Pubblica Sicurezza Paolo Spetia, mentre la sorveglianza esterna era responsabilità dei carabinieri.

Da subito vi furono internati, per motivi di polizia, antifascisti e civili italiani considerati pericolosi, ma anche stranieri tra cui sloveni, dalmati e croati sospettati di sostenere la guerra partigiana, ma anche detenuti per motivi razziali come ebrei tedeschi, polacchi, cecoslovacchi e austriaci. Nel periodo in cui rimase operativo, il campo di Urbisaglia contò il passaggio di circa 400 persone.

La grande sala del piano terra del palazzo era stata adibita a refettorio e la gestione della mensa era affidata a una cuoca di un villaggio vicino e ai suoi assistenti, mentre piani superiori furono utilizzati come dormitorio.

La struttura era sovraffollata e frequenti furono i casi di malattia dovuti a malnutrizione. Tuttavia le condizioni di vita rimasero accettabili.

L'edificio era in buone condizioni e provvisto di impianto di riscaldamento. Gli internati avevano libertà di movimento all'interno dell'ampio parco. Potevano ricevere visite e usufruire degli aiuti provvisti dalla DELASEM. Furono anche organizzati corsi di lingua per gli internati, creata una biblioteca e allestita una sinagoga. Stando alle testimonianze raccolte, gli ebrei erano bene accetti dalla popolazione locale, che cercava di portare aiuto secondo le proprie possibilità. Poiché molti di loro erano commercianti, pittori ed anche medici, trascorrevano le giornate aiutando gli agricoltori nei lavori dei campi o mettendo a disposizione le loro competenze, venendone poi ricambiati con la possibilità di intrattenersi nelle loro case per il pranzo. Eppure, soprattutto nei primi mesi, tra gli aspetti più spiacevoli dell'internamento nel campo, fu riscontrato un pesante sovraffollamento, tant’è che a causa di questo problema il prigioniero Raffaele Cantoni si lamentò delle condizioni di detenzione, appellandosi alle norme internazionali in materia di protezione dei prigionieri di guerra. Tuttavia in risposta fu etichettato come sobillatore e trasferito nell'isola di San Domino.

Gli arrivi e le partenze degli internati si avvicendarono fino all'8 settembre 1943, giorno in cui il direttore del campo invitò i detenuti a fuggire. Il timore di essere presi dai tedeschi, però, insieme alla carenza di denaro, di documenti e di conoscenza dei luoghi, spinse molti a ritornare dopo pochi giorni, anche perché il questore di Macerata, che intimava il rientro, garantì che gli internati civili non avrebbero avuto nulla da temere. In realtà invece, nei giorni e mesi successivi, i prigionieri di Urbisaglia, assieme a quaranta donne provenienti dai campi femminili della provincia di Macerata, furono trasferiti al campo di concentramento di Fossoli, e da lì deportati nei campi di sterminio tedeschi.

### Gli internati
I primi detenuti erano ebrei italiani e arrivarono al campo il 16 giugno 1940, mentre altri 80 ebrei stranieri tra cui tedeschi, austriaci, polacchi, rumeni e apolidi, vennero internati a fine luglio. All'inizio della primavera del '41 giunsero gli stranieri della Venezia Giulia, appartenenti alle minoranze etniche slave che il regime fascista perseguitò vigorosamente, seguiti già dal 1942 dai civili sospettati di simpatie antifasciste.

Tra gli internati ebrei italiani, troviamo Raffaele Cantoni, Carlo Alberto Viterbo, Eucardio Momigliano, Gino Pincherle, Bruno Pincherle, Renzo Bonfiglioli, Odoardo Della Torre, Renzo Cabib, Ugo Volli, Leone Del Vecchio, Carlo Hanau con i figli Primo Ugo e Secondo Lino. Tra gli ebrei stranieri Heinrich Ramras, Chaim Sternbach, Otto Bauer, Hermann Seemann, Leon Goldenberg, lo scrittore Noël Calef e Paul Pollak che, nel periodo della detenzione, continuò ad esercitare la professione di medico a favore degli internati del campo, dal quale fu anche rilasciata un'ampia testimonianza sulle condizioni di vita nel campo, nonché unico superstite degli ebrei internati a Urbisaglia che furono trasferiti nei campi tedeschi di sterminio.

Dalle memorie del dottor Paul Pollak che così ricorda il suo periodo di internamento al campo: 

## Casa della Memoria di Urbisaglia ETS
L’Associazione Casa della Memoria di Urbisaglia ETS, fondata il 26 marzo 2022, promuove la ricerca storica sul campo di internamento di Urbisaglia allo scopo di ricostruire le vicende di chi vi fu detenuto, affermare i valori della pace, della democrazia e della solidarietà, e rendere omaggio alle vittime della repressione fascista e a tutti coloro che si sono opposti alla barbarie della guerra e del razzismo.

Gli enti fondatori sono stati il Comune di Urbisaglia, Università degli Studi di Macerata, Università degli Studi di Camerino e la Fondazione Giustiniani Bandini.